# فليرس (أورن)
فليرس هي بلدية في إقليم أورن في نورماندي في فرنسا.